# Stomp!
"Stomp!" é uma canção lançada pelo grupo The Brothers Johnson de seu quarto álbum, Light Up the Night, no começo de 1980. Atingiu o número um da parada Dance singles. Alcançou o número um da parada de singles R&B e número 7 da  parada Billboard Hot 100 no início de 1980. Foi um grande sucesso no Reino Unido, onde alcançou o número 6 da parada de singles. A canção também alcançou o número um da parada New Zealand Singles Chart, ficando no topo da parada por seis semanas em 1980.

## Músicos
- George Johnson – guitarra, guitarra rítmica, vocais e backing vocals
- Louis Johnson – baixo, guitarra, sintetizador, vocais e backing vocals
- Greg Phillinganes – piano elétrico e sintetizador
- Steve Porcaro – sintetizador
- Rod Temperton – piano elétrico
- Paulinho da Costa – percussão
- John Robinson – bateria
- Jerry Hey – trompete
- Gary Grant – trompete
- Kim Hutchcroft – saxofone (barítono, soprano, tenor)
- Larry Williams – saxofone (alto, tenor), sintetizador
- Bill Reichenbach Jr. – Euphonium, condução, trombone, trompete de varas
- Augie Johnson, Jim Gilstrap, Josie James, Merry Clayton, Michael Jackson, Scherrie Payne, Susaye Greene-Brown, Valerie Johnson, Quincy Jones – backing vocals